# Canoa/kayak ai Giochi della XIX Olimpiade - C1 1000 metri maschile
La competizione del C1 1000 metri maschile di Canoa/kayak ai Giochi della XIX Olimpiade si è disputata nei giorni dal 22 al 25 ottobre 1968 nella Pista Olímpica de Remo y Canotaje Virgilio Uribe del Canal de Cuemanco, Città del Messico. 

## Programma
| Data            | Round      | Nota                                        |
| --------------- | ---------- | ------------------------------------------- |
| 22 ottobre 1968 | 2 Batterie | I primi 3 in finale. I restanti ai recuperi |
| 24 ottobre 1968 | 1 Recupero | I primi 3 in finale                         |
| 25 ottobre 1968 | Finale     |                                             |

## Risultati

### Batterie
| Pos. | Atleta           | Nazione          | 500 m  | Totale | Nota |
| ---- | ---------------- | ---------------- | ------ | ------ | ---- |
| 1    | Ivan Patzaichin  | Romania          | 2'09"8 | 4'28"3 | Q    |
| 2    | Ove Emanuelsson  | Svezia           | 2'12"0 | 4'32"4 | Q    |
| 3    | Christopher Hook | Canada           | 2'13"6 | 4'34"9 | Q    |
| 4    | Vitali Galkov    | Unione Sovietica | 2'09"4 | 4'35"4 |      |
| 5    | Boris Lyubenov   | Bulgaria         | 2'12"4 | 4'36"2 |      |
| 6    | Felipe Ojeda     | Messico          | 2'18"7 | 4'47"3 |      |

| Pos. | Atleta              | Nazione        | 500 m  | Totale | Nota |
| ---- | ------------------- | -------------- | ------ | ------ | ---- |
| 1    | Detlef Lewe         | Germania Ovest | 2'07"6 | 4'24"5 | Q    |
| 2    | Tibor Tatai         | Ungheria       | 2'07"5 | 4'25"5 | Q    |
| 3    | Jiří Čtvrtečka      | Cecoslovacchia | 2'08"0 | 4'28"3 | Q    |
| 4    | Andreas Weigand     | Stati Uniti    | 2'11"1 | 4'30"0 |      |
| 5    | Tetsumasa Yamaguchi | Giappone       | 2'12"0 | 4'33"3 |      |

### Recupero
| Pos. | Atleta              | Nazione          | 500 m   | Totale  | Nota |
| ---- | ------------------- | ---------------- | ------- | ------- | ---- |
| 1    | Vitali Galkov       | Unione Sovietica | 2'10"83 | 4'34"17 | Q    |
| 2    | Boris Lyubenov      | Bulgaria         | 2'17"09 | 4'35"82 | Q    |
| 3    | Andreas Weigand     | Stati Uniti      | 2'15"12 | 4'37"11 | Q    |
| 4    | Felipe Ojeda        | Messico          | 2'12"71 | 4'43"20 |      |
| 5    | Tetsumasa Yamaguchi | Giappone         | 2'21"03 | 4'54"61 |      |

### Finale
| Pos.    | Atleta           | Nazione          | 500 m   | Totale  | Nota |
| ------- | ---------------- | ---------------- | ------- | ------- | ---- |
| Oro     | Tibor Tatai      | Ungheria         | 2'15"02 | 4'36"14 |      |
| Argento | Detlef Lewe      | Germania Ovest   | 2'15"50 | 4'38"31 |      |
| Bronzo  | Vitali Galkov    | Unione Sovietica | 2'16"06 | 4'40"42 |      |
| 4       | Jiří Čtvrtečka   | Cecoslovacchia   | 2'18"69 | 4'40"74 |      |
| 5       | Boris Lyubenov   | Bulgaria         | 2'19"98 | 4'43"43 |      |
| 6       | Ove Emanuelsson  | Svezia           | 2'20"87 | 4'45"80 |      |
| 7       | Ivan Patzaichin  | Romania          | 2'17"05 | 4'49"32 |      |
| 8       | Andreas Weigand  | Stati Uniti      | 2'21"65 | 4'50"42 |      |
| 9       | Christopher Hook | Canada           | 2'16"39 | 4'55"88 |      |